# Shūsuke Ōta
Shūsuke Ōta (太田 修介?, Ōta Shūsuke; Kōfu, 23 febbraio 1996) è un calciatore giapponese, attaccante dell'Albirex Niigata.